# 宋志敏
宋志敏（20世纪—），男，中华人民共和国教育人物。
享受河南省政府特殊津贴，河南省优秀教师，河南省煤炭学会理事，中国煤炭学会瓦斯地质专业委员会委员。曾任开封大学校长兼党委副书记。